# ジェド・ブラウン
ジェド・ブラウン（Jed Brown、1991年3月12日 - ）は、ジャパンラグビーリーグワン花園近鉄ライナーズに所属するラグビーユニオン選手。

## プロフィール
- ニュージーランドクライストチャーチ出身[1]。
- ポジションはフランカー(FL)。
- 身長 186 cm、体重 105 kg

## 来歴
バーンサイドハイスクール卒業後、カンタベリー、クルセイダーズ、タスマン、ブルーズを経て、2019年、近鉄ライナーズ(現・花園近鉄ライナーズ)に加入。同年12月8日に行われたトップチャレンジリーグ第3節マツダブルーズーマーズ戦に先発出場で日本での公式戦初出場を果たす。